# Herbert Dieckmann
Herbert Dieckmann (* 22. Mai 1906 in Duisburg; † 16. Dezember 1986 in Ithaca, NY) war ein deutsch-US-amerikanischer Romanist und Literaturwissenschaftler.

## Leben und Werk
Dieckmann promovierte 1930 in Bonn bei Ernst Robert Curtius über Die Kunstanschauung Paul Claudel’s. 1933 emigrierte er mit seiner Frau, der Germanistin Liselotte Dieckmann zuerst nach Rom, dann 1934 in die Türkei nach Istanbul, wo er an der Fremdsprachenschule (Yabancı Diller Okulu) der Universität Dozent für Italienisch und Latein war. 1938 ging das Paar in die USA und wurde 1945 eingebürgert. Dort lehrte Dieckmann bis 1949 an der Washington University in St. Louis, dann bis 1966 in Harvard und schließlich bis 1974 an der Cornell University. 1956 wurde er in die American Academy of Arts and Sciences gewählt.
Dieckmann machte nach dem Krieg den aufsehenerregenden Fund des Nachlasses von Denis Diderot (Fonds Vandeul). Er entdeckte dieses bisher unbekannte Material im Jahre 1948 und veröffentlichte es unter dem Titel Inventaire du fonds Vandeul et inédits de Diderot, 1951.
Im Jahr 1911 war das Material, welches Denis Diderot zu Lebzeiten eigenhändig seiner Tochter Angélique Caroillon Vandeul (1753–1824) vermacht hatte, nach dem Tode des letzten Nachkommen aus der Familie Vandeul in die Hände der Familie Le Vavasseur gegeben worden. Diesen Nachlass im Besitz des Barons Jacques Le Vavasseur fand Dieckmann auf dem Château des Ifs.
Das Inventaire du fonds Vandeul et inédits de Diderot schuf die Grundlage für die ab 1975 erschienene Diderot-Gesamtausgabe, Œuvres complètes, die Dieckmann gemeinsam mit Jean Varloot und Jacques Proust herausgab. Es ist die maßgebende kritische Ausgabe der Werke von Diderot, bekannt als DPV – Dieckmann/Varloot/Proust (Paris 1975 ff.).

## Weitere Werke
- Stand und Probleme der Diderot-Forschung. Ein Beitrag zur Diderot-Kritik, Bonn 1931
- Diderots Naturempfinden und Lebensgefühl, Istanbul 1937
- (Hrsg. zusammen mit Otto J. Brendel) Studies in honor of Frederick W. Shipley, St. Louis 1942
- Le philosophe. Texts and interpretation, St. Louis 1942
- Inventaire du fonds Vandeul et inédits de Diderot.  Droz, Genève 1951
- Essays in Comparative Literature, St. Louis 1951
- (Hrsg. zusammen mit Jean Seznec) Diderot et Falconet : Correspondance. Les 6 premières lettres, Frankfurt 1959
- Cinq leçons sur Diderot, Genève 1959
- Diderot und Goldoni, Krefeld 1961
- (Zusammen mit Harry Levin und Helmut Motekat) Essays in Comparative Literature, St. Louis 1961
- Nachwort zu Lettres persanes, deutsche Übers. Adolf Strodtmann, biographische Einleitung Adolf Stern, Reihe: Exempla classica, 94. Fischer TB, Frankfurt 1964
- Die künstlerische Form des Rêve de d’Alembert, Köln 1966
- Diderot und die Aufklärung. Aufsätze zur europäischen Literatur des 18. Jahrhunderts, Stuttgart 1972
- Studien zur europäischen Aufklärung, München 1974
- Diderot, Œuvres complètes.  Édition critique et annotée, publiée sous la direction de Herbert Dieckmann, Jean Fabre et Jacques Proust; avec les soins de Jean Varloot, Paris 1975ff
- (Hrsg. zusammen mit Jane M. Dieckmann) Deutsch-französische Gespräche 1920 – 1950. La correspondance de Ernst Robert Curtius avec André Gide, Charles Du Bos et Valéry Larbaud, Frankfurt 1980
- (Hrsg.) Diderot und die Aufklärung. Vorträge gehalten anlässlich eines Arbeitsgesprächs vom 4. – 6. Juni 1978 in der Herzog August Bibliothek. München 1981
- Herbert Dieckmann: The Importance of the "Fonds Vandeul" Manuscripts for Studies of Diderot and the Eighteenth Century. Bulletin of the American Academy of Arts and Sciences Vol. 3, No. 8 (May, 1950), S. 2–4